# Скоропадський Георгій Васильович
Гео́ргій Васи́льович Скоропа́дський (11 (23) жовтня 1873 року — 8 грудня 1925 року) — громадський діяч та політик з українського шляхетського роду Скоропадських, член Державної думи від Чернігівської губернії. Учасник Білого руху, член Російської ради.

## Біографія

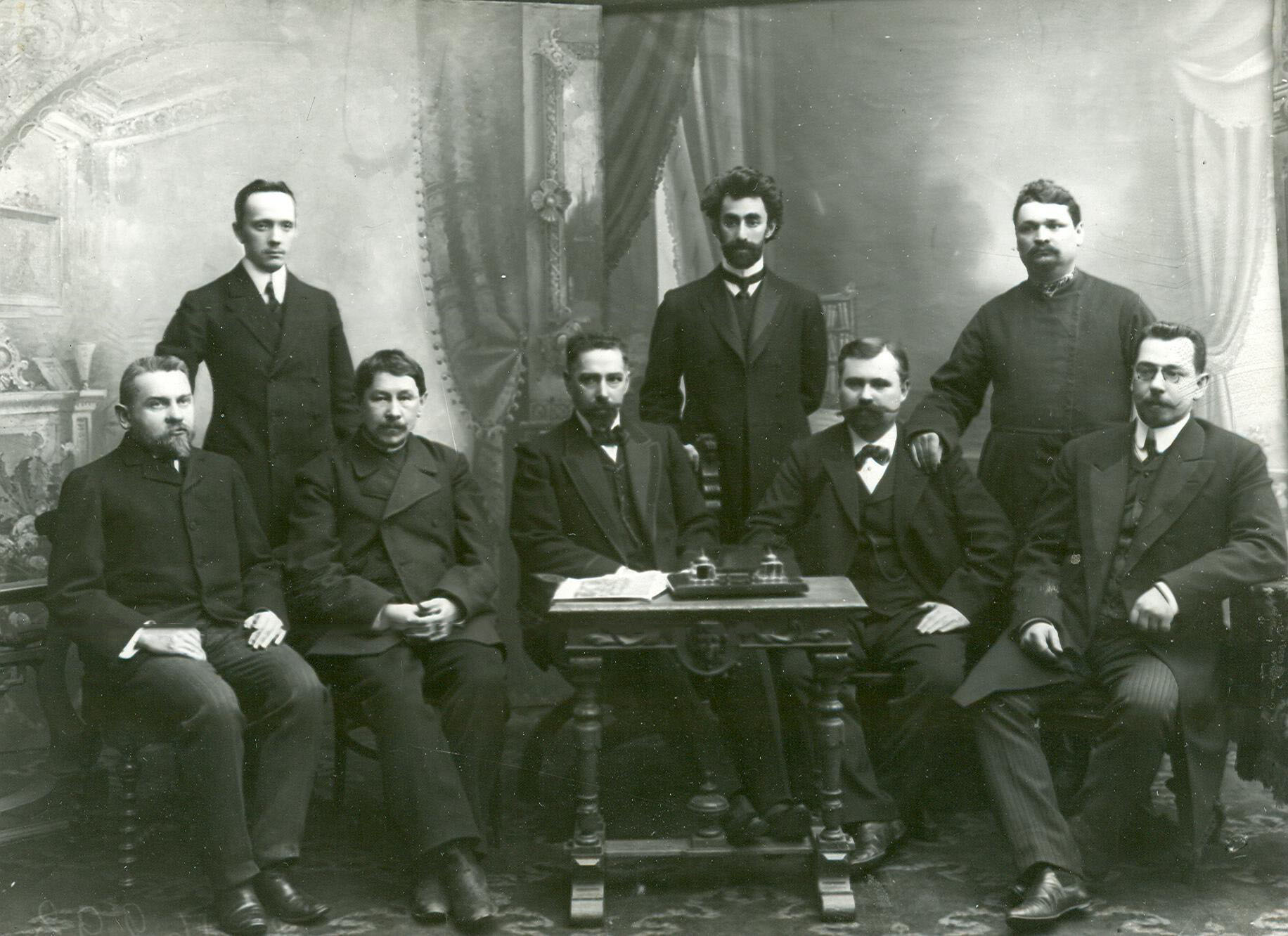
Члени Державної думи III скликання від Чернігівської губернії. Г. В. Скоропадский зверху в центрі

Георгій Васильович Скоропадський народився у с. Авдіївка, Сосницького повіту, Чернігівської губернії 11 жовтня 1873 р. у родині дворянина Василя Вікторовича Скоропадського (01.10.1837 р. — 1879 р.) та його дружини Зінаїди Миколаївни (до шлюбу Дурново). 
Батько Георгія — унтер-офіцер Володимирського уланського Великого князя Михайла Миколайовича полку та стандарт-юнкер у відставці Василь Вікторович Скоропадський, прямий нащадок Генерального підскарбія Глухівської доби Михайла Васильовича Скоропадського. 
Мати Зінаїда Миколаївна походила з впливового дворянського роду Миколи Олександровича Дурново, предводителя дворянства Кролевецького повіту. 
Георгій був старшим з трьох дітей родини Скоропадських. Вдома його лагідно називали — «наш Жорж». 
Жорж після успішного закінчення Новгород-Сіверської гімназії вступив до юридичного факультету університету св. Володимира (нинішній Київський національний університет ім  Тараса Шевченка), який закінчив у 1898 році. 
1899 року обраний гласним Сосницького повітового земства. У 1900 році обраний гласним Чернігівського губернського (з 1900) земства. З 1899 року — почесний мировий суддя Сосницького повіту. З 1903 по 1904 роки — козелецький податний інспектор. У 1904—1907 роках — голова Сосницької повітової земської управи.
У 1907 році обраний членом Державної думи від Чернігівської губернії. Входив до бюро фракції «Союзу 17 жовтня». Товариш голови комісії з судових реформ, а також членом комісій: з питань народної освіти, зі спрямування законодавчих пропозицій, з розпоряджень, з питань місцевого самоврядування. Підтримав виділення Холмщини зі складу Царства Польського, вважаючи що цим підтримує інтереси російської нації.
Перебуваючи у Санкт-Петербурзі, знайомиться з донькою Володимира Григоровича Марковича і його дружини Олександри Миколаївни Товстолєс — Вірою Володимирівною Маркович (20.09.1881 р.н.), з якою і бере шлюб 07.02.1911 р. Дітей у пари не було. 
У 1912 році Георгій переобраний в Державну думу. Також входив до фракції «Союзу 17 жовтня», після її розколу у 1914 році залишився безпартійним, а у вересні 1915 року приєднався до фракції центристів та увійшов у Прогресивний блок. Виконував обов'язки секретаря комісії з судової реформи, а також головою комісій: з особового складу та зі статуту вотчини.
Навесні 1917 року знаходився у Петрограді. 
Є цікаві свідчення старожилів с. Авдіївки, про те, що Георгій повернувся після всім відомих подій у Петрограді до Авдіївки аби повідомити про небезпеку, що чатує «на ґанку». Мати ж на відріз відмовилась покинути свій просторий дім і все те, що її родина надбала за 2 століття. Отож Жорж, переодягнувшись у старий селянський одяг, по суті — лахміття, взяв палицю та вузлик і пішов пішки в напрямку Сосниці. 
Зінаїда Миколаівна, отямившись, наказала запрягти коней та зібрати найцінніші речі. Однак, агресивно налаштовані жителі (або ж іншими словами — місцеві злочинці) дізнавшись про те, що поміщиця від'їжджає з села, приготували засідку по дорозі в с. Хлоп'яники, де і вбили нещасну, пограбувавши. Тіло її було закопане там же, де і вбито. Все награбоване розійшлося по домівках злочинців. На жаль, встановити зараз, де саме могила і перепоховати — неможливо. 
Георгій дістався півдня України, працював у цивільному управлінні Добровольчої армії. 
13 лютого 1919 року в Одесі брав участь у зборах колишніх членів Державної ради та Думи, що прийняло звернення до верховного правителя Російської Імперії адмірала Колчака. У 1921 році увійшов до складу Російської ради від парламентських комитетів.
Пізніше емігрував до Югославії у м. Нові-Сад. Завідував там бібліотекою. Дуже бідував. Помер передчасно, після хвороби, у 1925 році. 
Був одружений та мав падчерку. Його дружина Віра Володимирівна емігрувала до США, де і померла в середині 1950-х. Її безцінний архів (листи та фото Скоропадських) так і не вдалося відшукати, хоча про нього згадували її друзі.